# Monumentul Eroilor Patriei
Monumentul Eroilor Patriei, din București a fost inaugurat la data de 17 august 1957 în fața clădirii Academiei Militare, în prezent Universitatea Națională de Apărare „Carol I” de pe Bulevardul Eroilor, sector 5.
Deoarece la acea dată grupul statuar era încă în fază de turnare, pe soclu a fost instalată o machetă la scara 1/1, turnată în ghips patinat bronz, iar zona viitoarelor altoreliefuri, nefinalizate nici ele, era sugerată de o serie de panouri provizorii.
Monumentul este opera comună a unui grup de sculptori români, de la Studioul de Arte Plastice al Armatei, format din colonelul Marius Butunoiu (coordonator), Zoe Băicoianu, Ion Dămăceanu și Theodor N. Ionescu.
Pe un soclu de formă paralelipipedică, înalt de 6 m, realizat din beton armat, placat cu marmură de Moneasa, se află un grup statuar turnat în bronz, cu înălțimea de 9 m, format din trei ostași din arme diferite: infanterie, marină, aviație. Infanteristul ține o ramură de stejar, în mâna dreaptă ridicată, ca simbol al victoriei. Acesta este înconjurat de un aviator în ținută de zbor și un marinar în ținută militară.
Grupul statuar a fost turnat în bronz în 1958, la Combinatul Fondului Plastic din București, de colectivul coordonat de specialistul Vasile V. Rășcanu.
Pe soclu este săpată inscripția:
| SLAVĂ OSTAȘILOR ROMÂNI MOȘTENITORI AI TRADIȚIILOR EROICE STRĂBUNE LUPTĂTORI NEÎNFRICAȚI ÎMPOTRIVA FASCISMULUI PENTRU LIBERTATEA ȘI INDEPENDENȚA PATRIEI |

De o parte și de cealaltă a monumentului se află două altoreliefuri mari, realizate din piatră albă, cu o suprafață de 154 m², care redau principalele momente din istoria României, începând de la cucerirea Daciei de către romani, până la lupta ostașilor români în cel de-al Doilea Război Mondial.
Monumentul este înscris ca monument istoric, cu codul LMI:  B-III-m-A-19982.

## Imagini

Monumentul Eroilor Patriei basoreliful din stânga
Monumentul Eroilor Patriei vedere laterală
Monumentul Eroilor Patriei basoreliful din dreapta
Bulevardul Eroilor văzut dinspre Monumentul Eroilor Patriei
Monumentul Eroilor Patriei detaliu cu lista sculptorilor și denumirea turnătoriei